# Epifania do Senhor

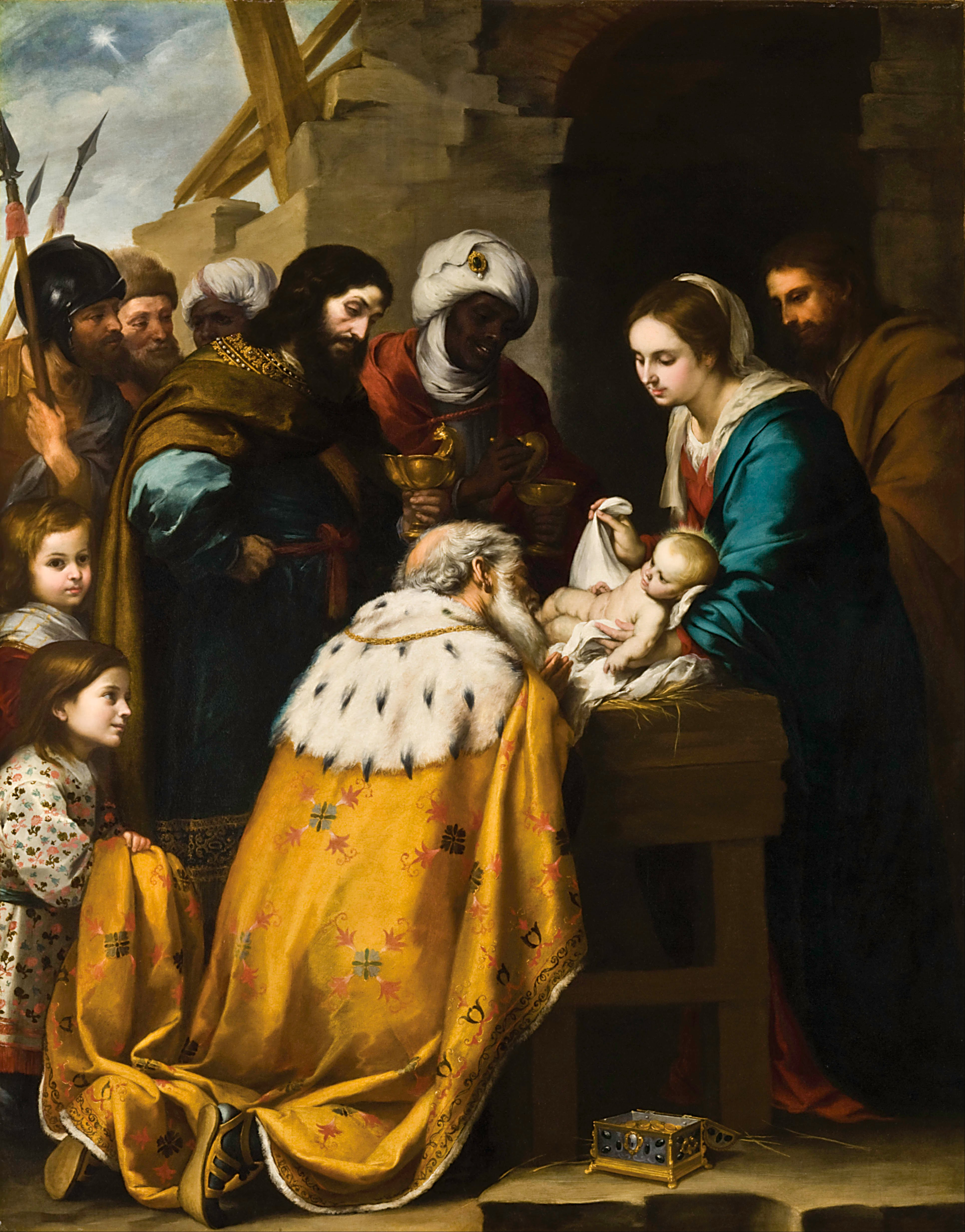
Adoração dos Reis Magos por Bartolomé Esteban Murillo, século XVII, (Museu de Arte de Toledo, Ohio).

A Epifania do Senhor (do latim tardio epiphanīa, por sua vez do grego ἐπιϕάνεια, de ἐπιϕανής «visível», derivado de ἐπιϕαίνομαι «aparecer») ou Teofania (do latim tardio medieval theophania, por sua vez do grego ϑεοϕάνεια e ϑεοϕανία, composto de ϑεο- «teo-» e ϕαν- di ϕαίνομαι «aparecer») é uma festa religiosa cristã que comemora a manifestação de Jesus Cristo como Deus encarnado.
No cristianismo ocidental, esta festa lembra primariamente a visita dos Três Reis Magos, enquanto no Oriente lembra o batismo de Jesus. A data tradicional da Epifania é a de 6 de janeiro, mas, quanto à Igreja Latina, desde a reforma do Calendário Romano Geral em 1969 é possível que a festa seja transferida para um domingo; e, quanto à Igreja Ortodoxa e à Igreja Ortodoxa Oriental, o uso do calendário juliano antigo por algumas jurisdições faz com que a festa seja transferida para o dia 19 de janeiro.

## No cristianismo ocidental
A Epifania é relacionada ao momento da manifestação de Jesus Cristo como o enviado de Deus, quando o mesmo se autoconclama filho do Criador. Na narração bíblica Jesus deu-se a conhecer a diferentes pessoas e em diferentes momentos, porém o mundo cristão ocidental celebra como epifanias três eventos:
- A Epifania propriamente dita perante os magos do oriente (como está relatado em Mateus 2:1–13) e que é celebrada no dia 6 de janeiro;
- A Epifania a João Batista no rio Jordão durante o Batismo de Jesus;
- A Epifania a seus discípulos e início de sua vida pública com o milagre de Caná, quando começa o seu ministério.

## No cristianismo oriental
Na Igreja Ortodoxa, a Teofania comemora o batismo de Jesus. O evento é celebrado com um ofício de vigília na noite anterior e a Divina Liturgia de São Basílio na manhã de 6 de janeiro. Uma característica marcante desta festa é a bênção das águas, que pode ocorrer tanto na liturgia festiva quanto na vigília, ou mesmo em ambas.
Na Igreja Copta, a Teofania também tem como evento central o batismo, e os fiéis se preparam para a festa com o Paramon (do grego "preparação extraordinária"), um jejum restrito no dia anterior (ou na sexta-feira anterior, caso a festa caia em uma segunda-feira ou domingo).